# 伊什梅爾峰

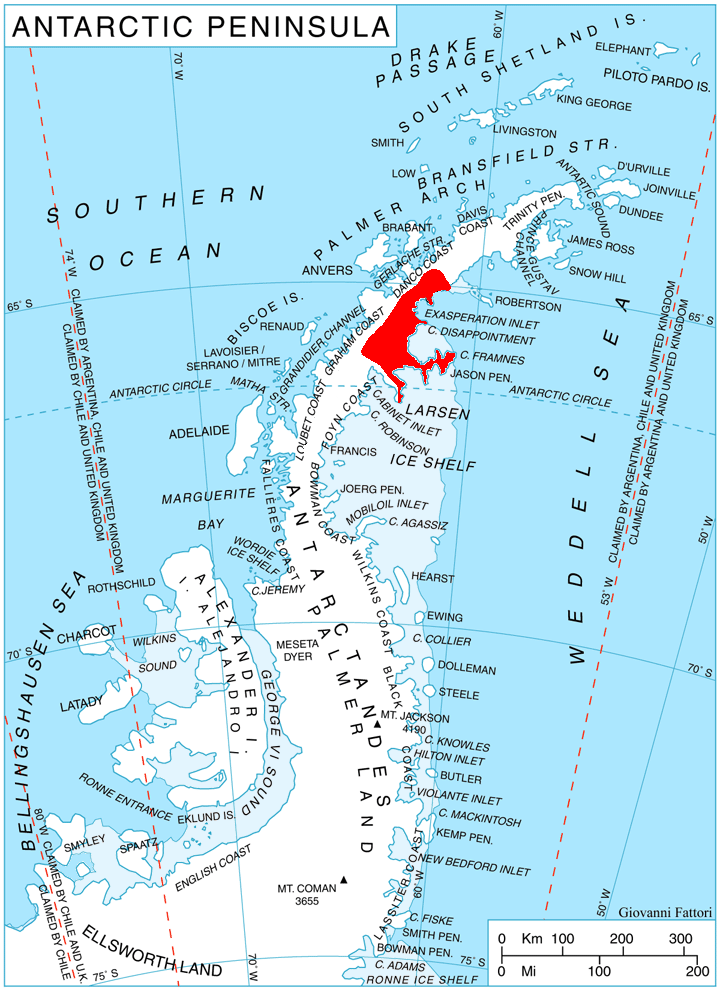

65°53′S 62°25′W / 65.883°S 62.417°W
伊什梅爾峰（英語：Ishmael Peak）是南極洲的山峰，位於葛拉漢地東岸的沃登高地東部，處於斯保特峰以南6.4公里，英國測量隊在1947年測量該山峰，現時由南極條約體系管理。